# Lindbock
Lindbock (Oplosia cinerea) är en skalbaggsart som först beskrevs av Étienne Mulsant 1839.  Lindbock ingår i släktet Oplosia, och familjen långhorningar. Arten är reproducerande i Sverige.

## Bildgalleri

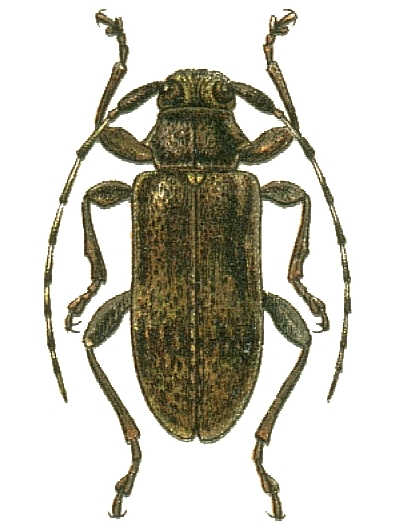
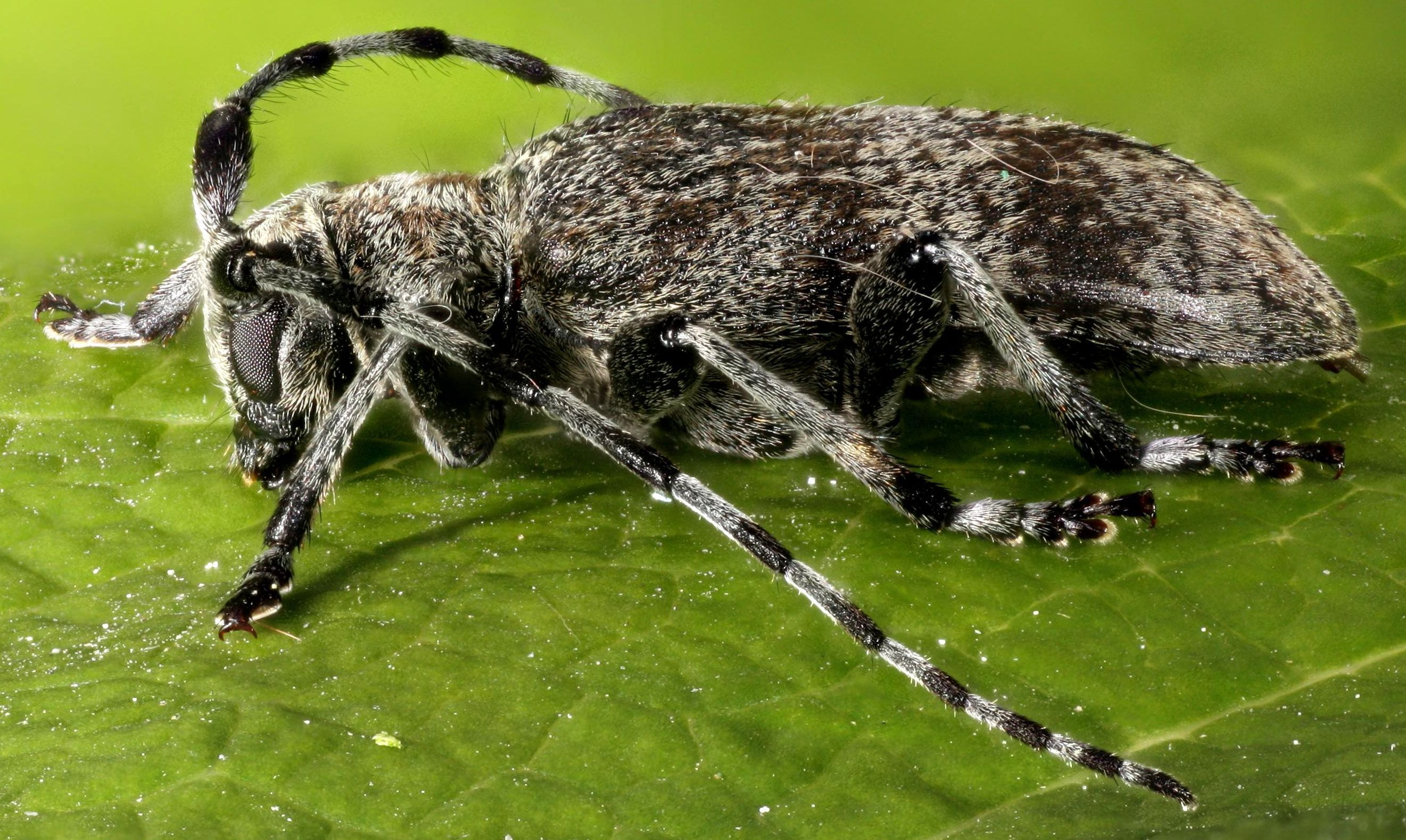
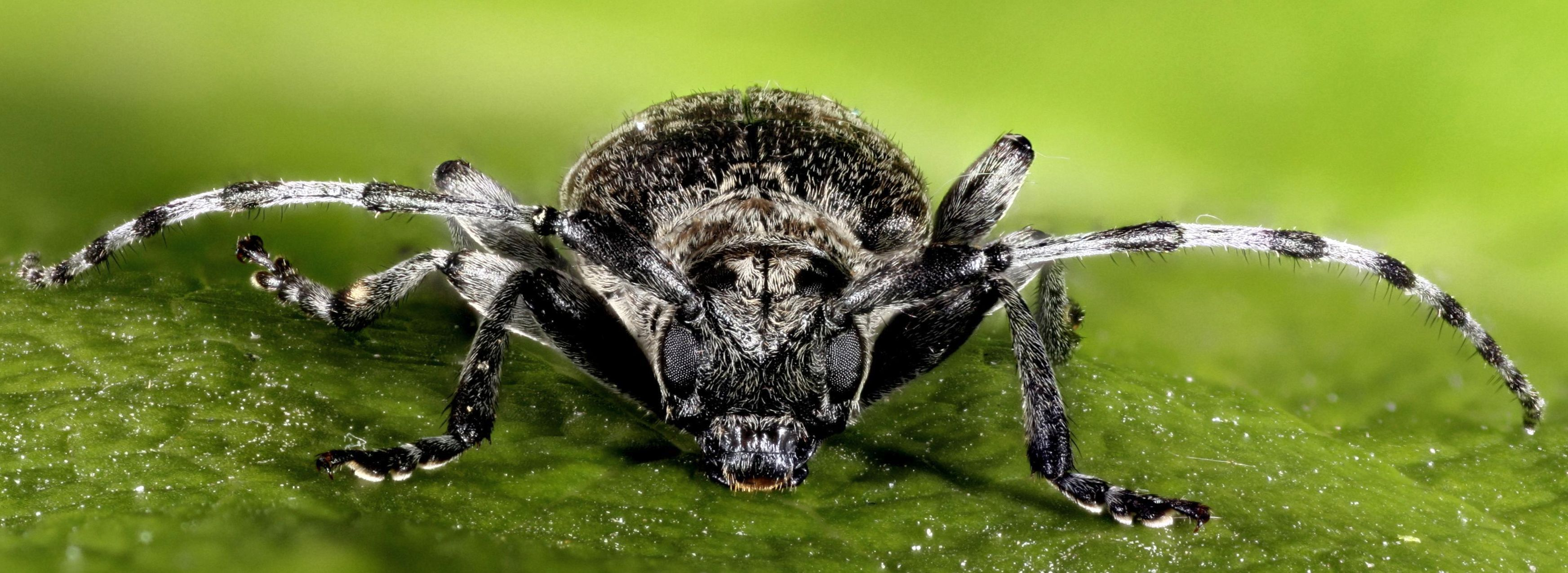